# Michel Vitold
Michel Vitold, mit bürgerlichem Namen Vitold Sayanoff (Витолд Саянов), (geboren am 15. September 1914 in Charkow; gestorben am 14. Juni 1994 in Clamart) war ein französischer Schauspieler und Regisseur russisch-georgischer Herkunft.

## Ausbildung
Vitold Sayanoff stammte aus einer Adelsfamilie Georgiens, die erstmals aus Sowjetrussland in die Türkei ausgewandert war, und kam im Alter von zehn Jahren nach Frankreich. Die Familie ließ sich in Chalon-sur-Saône nieder, dann in Vichy [ 3 ], wo er Student einer religiösen Hochschule war. Nach dem Tod seines Vaters gab er sein Studium im Alter von dreizehn Jahren auf, um bis zum Alter von 25 Jahren verschiedene Gelegenheitsjobs auszuüben: Fensterputzer und Lieferant von Kaviar. Seine Ausbildung zum Schauspieler machte er bei Charles Dullin. Weitere Lehrer waren Raymond Rouleau und Julien Bertheau. Er ist auch Schüler des Cours Simon.

## Theater
Er trat André Barsacqs Compagnie des Quatre Saisons bei, in der er 1937 Stücke von Jean Anouilh (Le Voyageur sans bagage; Le Bal des voleurs) und 1937 von Jean Cocteau (König Ödipus) aufführte. Zudem spielte er in Jean-Paul Sartres Geschlossene Gesellschaft (1944)
Mit Jean Vilar beginnt er die Anfänge des Festival d’Avignon, im Jahre 1948 spielt er in der Uraufführung von  Jules Supervielles Shéhérazade.
1958 führte er Regie bei Reginald Rose Die zwölf Geschworenen, in den 1960er Jahren inszenierte er an der Comédie-Française
Britannicus von Jean Racine und Dostojewskis Schuld und Sühne; in beiden spielt Robert Hirsch. Vitold war von 1983 bis 1985 in der Comédie-Française.
1987 hatte er am Théâtre du Lucernaire in Contes bariolés (Tschechow) seine letzte Bühnenrolle.

## Kino und Fernsehen
Sein Filmdebüt gab er 1938 als ein Mörder in Marcel L’Herbiers Adrienne Lecouvreur. L’Herbier besetzt ihn auch als Boris in La nuit fantastique (1942). In Carmine Gallones Messalina spielt er 1951 neben María Félix und Georges Marchal den Narcissus. Zu seinen bekanntesten Filmrollen in den 1950er Jahren zählen seine Titelrolle in der Tschechow-TV-Verfilmung Ivanov (1954), sein Dr Séverin in Jean Renoirs Fernsehfilm Das Testament des Dr. Cordelier (1959) mit Louis Jouvet sein Abbé Jodet neben Jean Gabin in Maigret kennt kein Erbarmen (1959). 1960 spielt er eine Hauptrolle als Familienvater Martel in Ferien in der Hölle mit dem jungen Michel Subor. In den 1960er Jahren hat er zudem größere Nebenrollen wie den Antonin neben Françoise Dorléac und Jean-Pierre Cassel in Die tolle Masche (1962) und als Antoine neben Marina Vlady in Michel Devilles Das Spiel der Lüge (1962). Zudem ist er als Baron von Krantz Gegner des Brüderpaares Lupin (Jean-Pierre Cassel, Jean-Claude Brialy) in Auch Stehlen will gelernt sein (1962). Sein bekanntester Film bleibt 1963 Georges Franjus Judex (1963). Es folgen unter anderem Devilles Das wilde Schaf (1973) und im Jahr darauf Spiel im Morgengrauen (La dernière carte). 1982 spielt er in Ettore Scolas Flucht nach Varennes. Sein letzter Film ist 1993 La joie de vivre mit Michel Bouquet und Marie Mergey.
Im Fernsehen hinterlässt vor allem sein Monsieur Seul 1974 Eindruck. In der Miniserie der Reihe Malaventure spielt er einen Mann, der per Annonce die Bekanntschaft mit der schönen Hélène (Claude Jade) macht. Doch nicht er ist der Kriminelle, sondern sie, eine Männermörderin, die ihre Opfer über Kontaktanzeigen findet. Weitere Fernsehrollen hat er als Onkel Wanja und in der Serie Die Untersuchungsrichterin mit Simone Signoret.

## Filmografie (Auswahl)
- 1970: Das Geständnis (L’ Aveu)